# Castle Falls
Castle Falls es una película de acción estadounidense de 2021 protagonizada y dirigida por Dolph Lundgren en su primera película como director desde 2010, quien produjo con Andre Relis y Craig Baumgarten. La película está coprotagonizada por Scott Adkins, Jim Chandler, Kim Delonghi, Dave Halls, Scott Hunter, Robert Berlin y la hija de Lundgren en la vida real, Ida Lundgren.

## Reparto
- Dolph Lundgren como Richard Ericson
- Scott Adkins como Mike Wade
- Jim Chandler como Foreman
- Kim Delonghi como Kat
- Dave Halls como Vince
- Kevin Wayne como James
- Scott Hunter como Deacon Glass
- Luke Hawx como Preso #2
- Billy Culbertson como Preso / Busted Lip
- Leslie Sides como Asistente del alcalde
- Melanie Jeffcoat como Doctora
- Ida Lundgren como Emily
- Evan Elise Owens como Policía
- Justin B. Wooten como Duke
- Bill Billions como Walsh
- Evan Dane Taylor como Luchador
- Eric Gray como Lando
- Meagan Bown como Reportera
- Robert Berlin como Damian Glass
- Vas Sanchez como George
- Alicia Roye como Esposa de George
- Meg Deusner como Trabajador social
- Nathan Harris como Trabajador de la construcción
- Ethan Melisano como Peleador de MMA
- Samuel Puccio como Coach de MMA
- A. Todd Baker como Alcalde Lloyd Holmes
- Hassel Kromer como Trabajador de la construcción
- Edward Hall como Guardia de seguridad
- Bruce Cooper como Seguridad del alcalde
- Kourtney Harper
- Derrick Goodman Jr. como Prisionero

## Producción
En las primeras ruedas de prensa de la película, se dijo que la película se desarrollaría en un condominio con Lundgren interpretando a "Shea", uno de los dos líderes de pandillas rivales. Esta sinopsis original todavía se puede ver en algunos servicios de streaming.

## Estreno

### Cines
La película tuvo un estreno limitado en los Estados Unidos el 3 de diciembre de 2021.

### Medios domésticos
Fue lanzada en Blu-ray y video bajo demanda el 28 de diciembre de 2021.